# بطحة (حلب)
بطحة  قرية سوريّة تتبع إداريّاً لمحافظة حلب منطقة جبل سمعان ناحية تل الضمان، بلغ تعداد سكانها 29 نسمة حسب التعداد السكاني لعام 2004.